# Hengjian (sockenhuvudort i Kina, Shanxi Sheng, lat 39,27, long 113,88)
Hengjian är en sockenhuvudort i Kina. Den ligger i provinsen Shanxi, i den norra delen av landet, omkring 190 kilometer nordost om provinshuvudstaden Taiyuan. Antalet invånare är 12 053. Befolkningen består av 5 823 kvinnor och 6 230 män. Barn under 15 år utgör 20,0 %, vuxna 15-64 år 71 %, och äldre över 65 år 8,0 %.
Runt Hengjian är det ganska tätbefolkat, med 90 invånare per kvadratkilometer. Närmaste större samhälle är Donghenan, 18,6 km nordost om Hengjian. Trakten runt Hengjian består i huvudsak av gräsmarker.
Genomsnittlig årsnederbörd är 671 millimeter. Den regnigaste månaden är juli, med i genomsnitt 170 mm nederbörd, och den torraste är januari, med 4 mm nederbörd.